# Sugar Mountain Live at Canterbury House 1968
Sugar Mountain Live at Canterbury House 1968 è un album dal vivo del cantautore canadese Neil Young, pubblicato nel 2008 ma registrato nel 1968.

## Tracce
1. Emcee intro – 0:45
2. On the Way Home – 2:52
3. Songwriting Rap – 3:13
4. Mr. Soul – 3:14
5. Recording Rap – 0:30
6. Expecting to Fly – 2:49
7. The Last Trip to Tulsa – 8:36
8. Bookstore Rap – 4:27
9. The Loner – 4:41
10. I Used to... Rap – 0:38
11. Birds – 2:17
12. Winterlong (excerpt) and "Out of My Mind" Intro – 1:38
13. Out of My Mind – 2:07
14. If I Could Have Her Tonight – 2:34
15. Classical Gas Rap – 0:41
16. Sugar Mountain" Intro – 0:29
17. Sugar Mountain – 5:47
18. I've Been Waiting for You – 2:04
19. Songs rap – 0:38
20. Nowadays Clancy Can't Even Sing – 4:43
21. Tuning Rap and "The Old Laughing Lady" Intro – 3:06
22. The Old Laughing Lady – 7:26
23. Broken Arrow – 5:09